# Toadette
Toadette (キノピコ Kinopiko?) es un personaje de ficción de los videojuegos de la serie Super Mario de Nintendo. Su primera aparición fue como una compañera de carreras manejable para Toad en Mario Kart: Double Dash!! y desde entonces Toadette ha aparecido en varios otros juegos como personaje controlable y ha tenido papeles secundarios en algunos títulos y como personaje principal en Captain Toad: Treasure Tracker.

## Características físicas y vestimenta
Toadette es presentada usando una falda rosa con una fina línea blanca en la parte inferior (excepto en Paper Mario: The Thousand-Year Door y Mario Kart: Double Dash!!, donde su falda es de color naranja sin diseño). Encima de la falda viste un chaleco rojo brillante (coloreado marrón con la falda naranja) con un borde dorado claro. Debajo usa pantalones blancos y zapatos marrones y acolchados.
Toadette tiene el mismo cuerpo y estructura facial que otros Toads; tiene la misma cabeza redonda y el mismo tono de piel que la mayoría de los demás miembros de su especie comparten. Sus ojos son pequeños, oscuros y de forma ovalada. Como la mayoría de los Toads, tiene la apariencia de un niño, incluso en términos de su voz.
Toadette tiene una gorra rosa con lunares blancos, que parece un simple cambio de los colores de los otros toads ya vistos. Ella tiene un conjunto único de trenzas, cada uno con dos trenzas rosas y una tercera trenza rosa con lunares blancos, que coinciden con el diseño de su gorra de Toad; fluyen libremente y tienden a rebotar cuando está en medio de cualquier actividad.

## Apariciones
Toadette apareció por primera vez en Mario Kart: Double Dash!!, como personaje desbloqueable, siendo la compañera de Toad, el ítem especial de ambos es un Champiñón Dorado. Luego aparece en Paper Mario: The Thousand-Year Door, como personaje no jugable, explicándole a Mario cómo usar las habilidades de martillo y botas. Aparece nuevamente en Mario Party 6 como personaje jugable desbloqueable y en Mario Party 7 es un personaje jugable desde el principio. Ella también aparece en Dance Dance Revolution: Mario Mix, pero como personaje no jugable. También apareció en Mario Superstar Baseball como personaje desbloqueable del equipo de Peach, se le considera como un personaje rápido, aunque no tiene poder especial. 
Para Wii, hace su aparición en Mario Party 8 como personaje jugable desde el principio y en Mario Kart Wii como personaje desbloqueable. También aparece en el juego Mario Super Sluggers como personaje desbloqueable y hace una aparición muy breve en la introducción de Super Mario Galaxy.
Para Wii U aparece como personaje jugable desbloqueable en Mario Tennis: Ultra Smash, Mario Kart 8 y Mario Party 10 y como personaje jugable principal en Captain Toad: Treasure Tracker.
Para Super Mario Bros.: La película aparece como Cameo en el lienzo del Reino Champiñón

## Confusiones
Algunos creen que es un error de traducción que Toadette, que explica a Mario la utilidad de algunos objetos especiales en el juego Paper Mario: The Thousand-Year Door, sea llamada Toadette Ana, pero no es así.
Pasa igual que en Paper Mario de Nintendo 64, había muchos de toads y estos se distinguían por poner en su nombre la 1.ª letra de su "Raza"(Toad = T) seguido de un punto y su verdadero nombre (Por ej: Fixo) quedando: "T.Fixo", esto pasa con Toadette Ana o "T.Ana". De esta forma Toadette es un personaje más para los juegos de Super Mario.
En una imagen del intro de Super Mario Galaxy, hay erróneamente 2 Toadettes. Algunos creen que es porque es una especie, otros creen que es su hermana pero lo más probable es que los dibujantes hayan dibujado por accidente 2 de ellas.
Muchas personas asumen que Toadette es la "novia" de Toad, o incluso su hija, pero no es efectivo. En Mario Kart Wii, se dice que es la hermana menor de Toad.

## Juegos

### Mario Kart
- Mario Kart: Double Dash!!: Primera aparición de Toadette. Es un personaje desbloqueable, tiene como pareja a Toad.
- Mario Kart Wii: Aparece como personaje jugable desbloqueable.
- Mario Kart 8: Aparece como personaje jugable desbloqueable.
- Mario Kart Tour: Aparece como personaje inicial desbloqueable junto con Toad. Su ítem es el Trío de Champiñones Turbo. Igual aparece su variante Peachette como personaje megasingular regular, su item es el Cañón de Champiñones Turbo, aparece su variante Toadette Exploradora como personaje megasingular, su item es la Doble Bob-omba, aparece su variante Toadette Constructora como personaje megasingular, su item es el Martillo, aparece su variante Toadette Pingüino como personaje megasingular.

### Juegos de plataforma
- Super Mario Galaxy: Hace un cameo en su introducción.
- Super Mario Run: Como el personaje que explica la dinámica del juego.
- Captain Toad: Treasure Tracker: Como personaje jugable.
- Super Mario Maker: Como traje del champiñón ?.
- Mario + Rabbids Kingdom Battle: como personaje secundario.
- Super Mario Odyssey: Como registradora de logros.
- New Super Mario Bros. U Deluxe: Como personaje jugable.
- Super Mario Maker 2: Como personaje jugable y capataz del modo historia.
- Super Mario Bros. Wonder: como personaje jugable

### Paper Mario
- Paper Mario: En este juego Toadette hizo su primer cameo en la carta con su firma.
- Paper Mario: The Thousand-Year Door: En este juego le explica a Mario cómo usar martillo y botas.

- Paper Mario: The Thousand-Year Door (Nintendo Switch): En este remake aparece Toadette.

### Mario Party
- Mario Party 6: Como personaje jugable desbloqueable.
- Mario Party Advance: Como personaje no jugable.
- Mario Party 7: Como personaje jugable desde el principio.
- Mario Party DS: Como personaje no jugable. (Posee un tablero)
- Mario Party 8: Como personaje jugable desde el principio.
- Mario Party 10: Como personaje jugable desbloqueable.
- Mario Party: Star Rush: Como personaje jugable desbloqueable.
- Super Mario Party: Como jueza parcial, junto a Toad y a Kamek. Cuando haya una nueva actualización del Party Pad, hay que preguntarle a Toadette.
- Mario Party Superstars: Como jueza parcial, junto a Toad.
- Super Mario Party Jamboree: Como personaje jugable.

### Juegos deportivos de Mario
- Mario Power Tennis: Aparece como cameo con Toad en el trofeo de Tenis.
- Mario Superstar Baseball: Como personaje desbloqueable.
- Mario Super Sluggers: Como personaje desbloqueable.
- Mario Tennis: Ultra Smash: Como personaje desbloqueable.
- Mario Tennis Aces: Como personaje jugable desde el principio.
- Mario Golf: Super Rush: Como personaje jugable en DLC

### Otros juegos
- Dance Dance Revolution: Mario Mix
- Mario y Luigi: Viaje al centro de Bowser
- Mario y Luigi: Paper Jam
- Serie de Super Smash Bros. (como trofeo, pegatina y espíritu)

- Datos: Q2609744